# Hippolyte Moreau (sculpteur)
Pour les articles homonymes, voir Hippolyte Moreau et Moreau.
Hippolyte Moreau, né à Dijon le 1er avril 1832 et mort à Neuilly-sur-Seine le 4 janvier 1926, est un sculpteur français.

## Biographie
François dit Hippolyte est le deuxième fils du sculpteur Jean-Baptiste-Louis-Joseph Moreau et se forme dans l'atelier de son père. 
Avec ses deux frères Mathurin et Auguste, il s'installe à Paris pour suivre l'enseignement de François Jouffroy à l'École des beaux-arts.
De 1863 à 1914, il expose au Salon des artistes français où il envoie des sujets décoratifs le plus souvent inspirés du XVIIIe siècle. Il remporte une médaille lors de l'Exposition universelle de 1878 et une autre à l'Exposition universelle de 1900.
Il produit essentiellement des œuvres de dimensions moyennes et des objets décoratifs ou usuels : vases, statuettes, coupe-papier, vide-poches en bronze, en régule ou en étain.
Il est l'auteur de la statue d'Alexis Claude Clairaut (1880) sur l'une des façades de l'Hôtel de ville de Paris, rue de Lobau.
La plupart de ses œuvres sont conservées au musée des beaux-arts de Dijon.

## Œuvres
- Aristophane, 1865, bronze, 40 x 27 x 16 cm. Nemours, Château-Musée, 1901.78.1.
- Alexis Claude Clairaut, Salon de 1880, statue en pierre ornant la façade de l'hôtel de ville de Paris[3].
- Fillette musicienne, bronze[3].
- Un secret, groupe en bronze.
- La Merveilleuse, statuette en alliage[3].
- La Source, vase en étain[3].
- Les Iris, vase en étain[3].
- Nymphe endormie, vase en étain[3].
- Groupe d'enfants, groupe en marbre, musée des beaux-arts de Troyes.

Œuvres d'Hippolyte Moreau
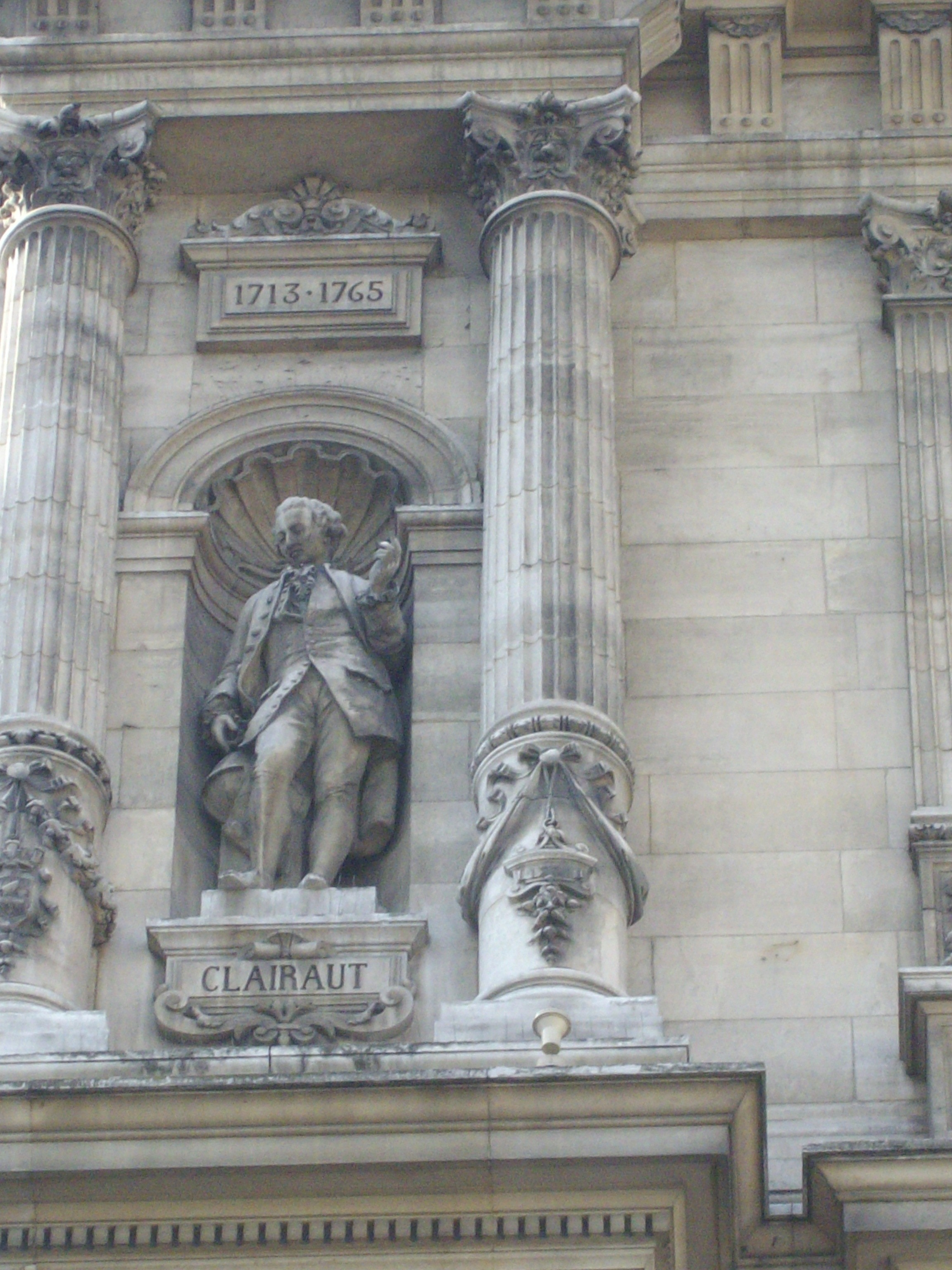
Alexis Claude Clairaut (1880), façade de l'hôtel de ville de Paris.
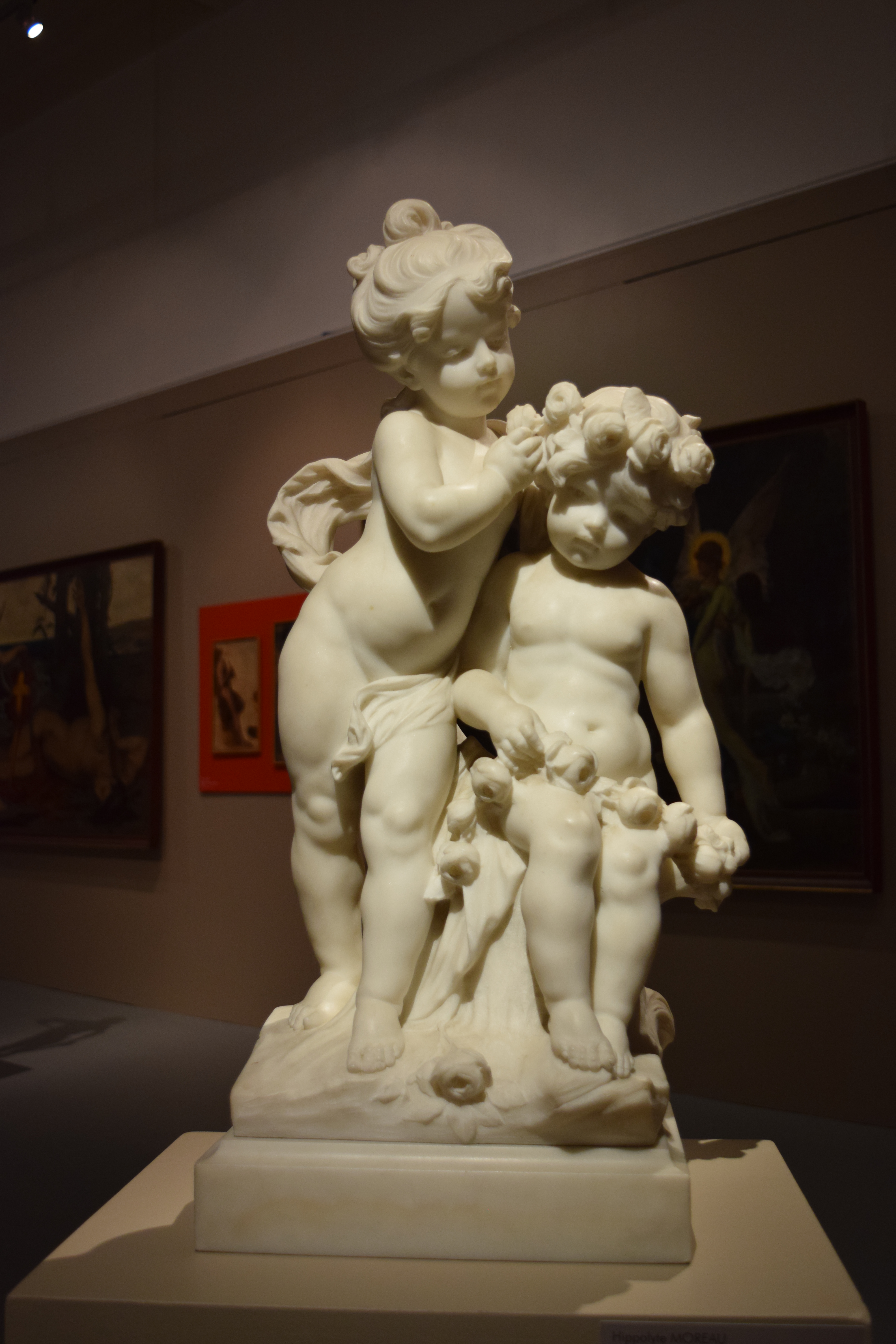
Groupe d'enfants, musée des beaux-arts de Troyes.
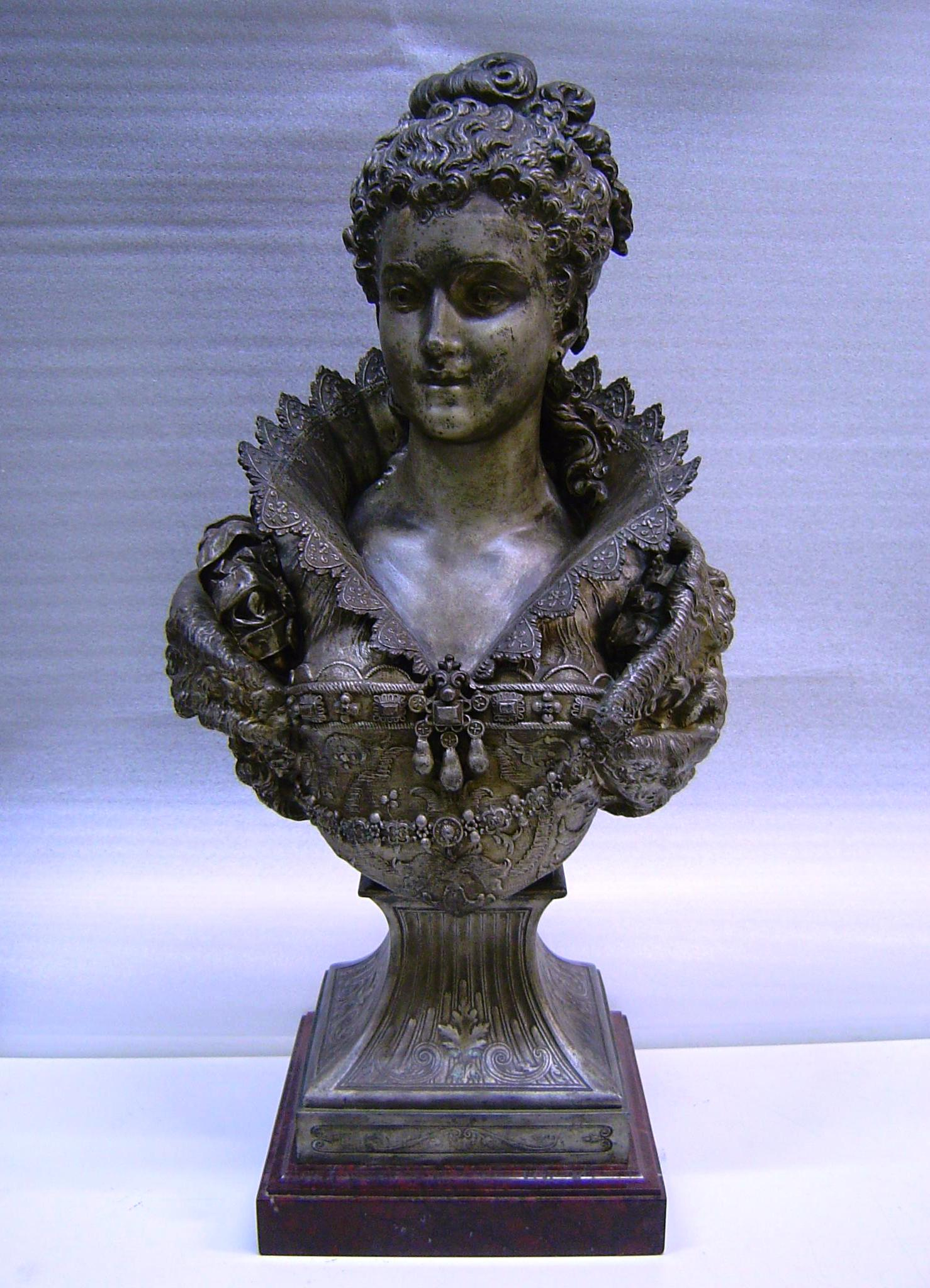
Buste de femme, Vilanova i la Geltrú, bibliothèque-musée Víctor Balaguer.